# Canal de Erie
O canal de Erie (em inglês:  Erie Canal) conecta o lago Erie ao rio Hudson, no estado de Nova Iorque, Estados Unidos.
O canal foi designado, em 15 de outubro de 1966, um distrito do Registro Nacional de Lugares Históricos bem como, em 9 de outubro de 1960, um Marco Histórico Nacional.

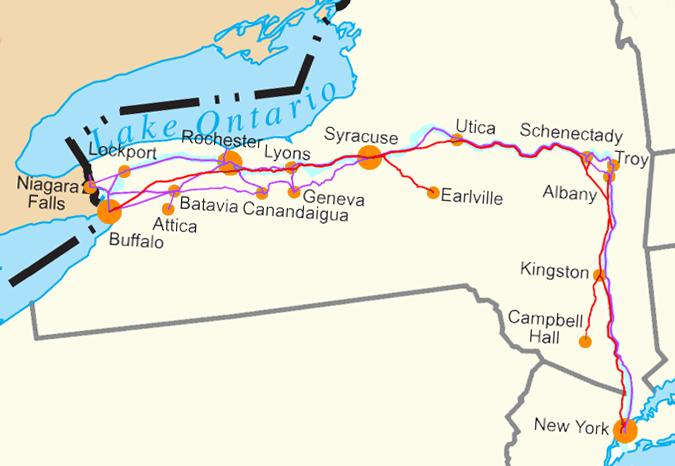
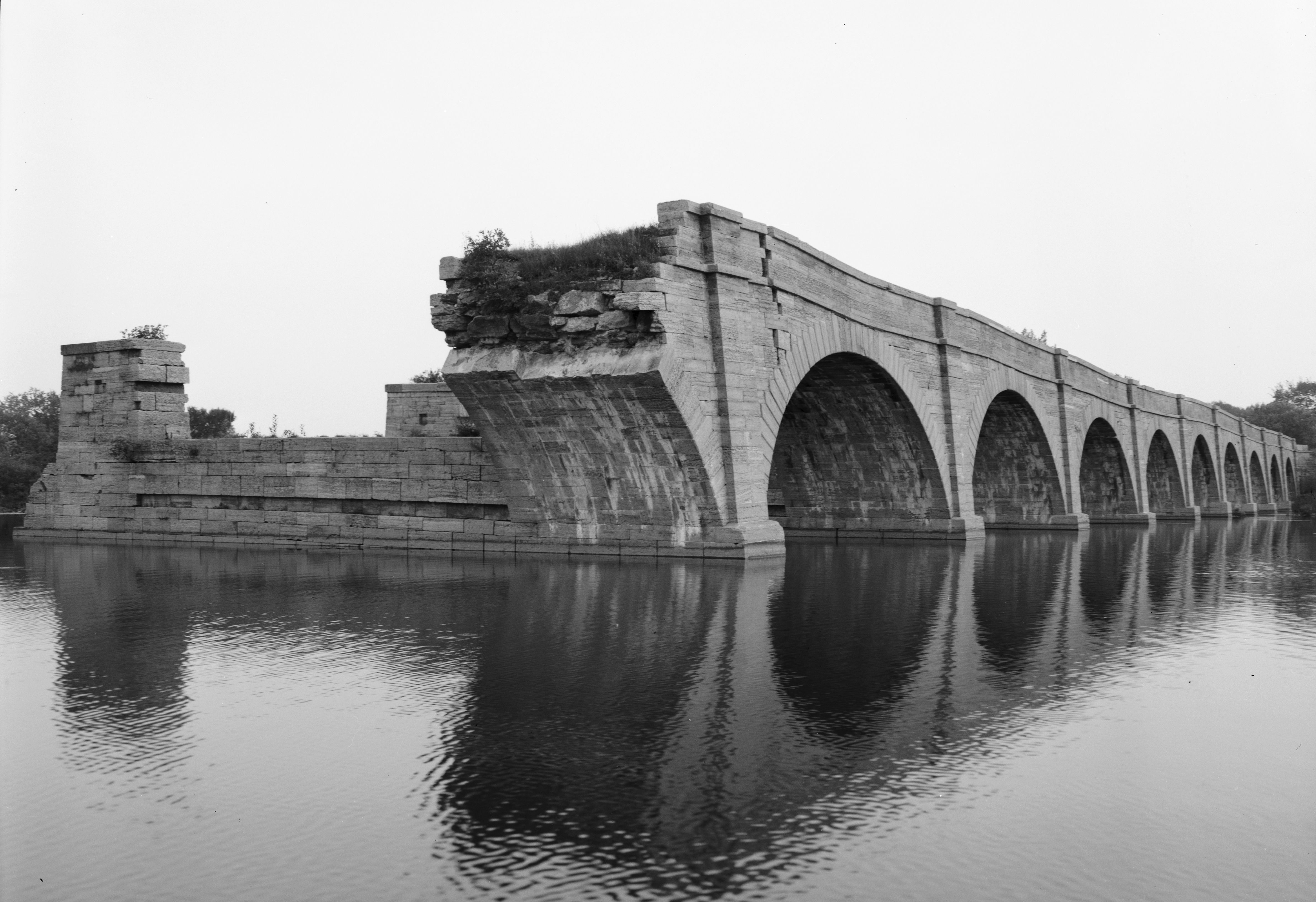